# Veyretia aphylla
Veyretia aphylla là một loài thực vật có hoa trong họ Lan. Loài này được (Ridl.) Szlach. miêu tả khoa học đầu tiên năm 1995.